# Polinomul de interpolare Newton
În analiză numerică, polinomul de interpolare Newton, numit după inventatorul său Isaac Newton, este polinomul de interpolare, exprimat sub forma Newton, folosind diferențe divizate.

## Definiție
Având un set de k + 1 puncte de date diferite între ele:
{\displaystyle (x_{0},y_{0}),\ldots ,(x_{k},y_{k})}
polinomul de interpolare în forma Newton este o combinație liniară din polinoamele Newton polinoame de bază
{\displaystyle N(x):=\sum _{j=0}^{k}a_{j}n_{j}(x)}
unde polinoamele Newton de bază sunt definite astfel:
{\displaystyle n_{j}(x):=\prod _{i=0}^{j-1}(x-x_{i})}
pentru {\displaystyle j>0} și {\displaystyle n_{0}(x)\equiv 1}. Coeficienții sunt definiți ca:
{\displaystyle a_{j}:=[y_{0},\ldots ,y_{j}]}
unde
{\displaystyle [y_{0},\ldots ,y_{j}]}
sunt diferențele divizate.
Astfel, polinomul Newton poate fi scris ca:
{\displaystyle N(x)=[y_{0}]+[y_{0},y_{1}](x-x_{0})+\cdots +[y_{0},\ldots ,y_{k}](x-x_{0})(x-x_{1})\cdots (x-x_{k-1}).}
"Polinomul Newton 'de mai sus poate fi exprimat într-o formă simplificată atunci când {\displaystyle {x}_{0},{x}_{1},\dots ,{x}_{k}} sunt aranjate consecutiv, la distanțe egale. Introducând notația {\displaystyle \displaystyle {h}={x}_{{i}+{1}}-{x}_{i}} pentru fiecare {\displaystyle i=0,1,\dots ,k-1} și {\displaystyle \displaystyle x=x_{0}+sh}, diferența {\displaystyle \displaystyle x-{x}_{i}} poate fi scrisă ca {\displaystyle \displaystyle (s-i)h}. Deci, "polinomul Newton" de mai sus devine:
{\displaystyle N(x)=[y_{0}]+[y_{0},y_{1}]sh+\cdots +[y_{0},\ldots ,y_{k}]s(s-1)\cdots (s-k+1){h}^{k}}
{\displaystyle =\sum _{i=0}^{k}s(s-1)\cdots (s-i+1){h}^{i}[y_{0},\ldots ,y_{i}]=\sum _{i=0}^{k}{s \choose i}i!{h}^{i}[y_{0},\ldots ,y_{i}]}
{\displaystyle N(x)=\sum _{i=0}^{k}{s \choose i}i!{h}^{i}[y_{0},\ldots ,y_{i}]}
se numește formula diferențelor divizate ale lui Newton".
În cazul în care nodurile sunt ordonate ca {\displaystyle {x}_{k},{x}_{k-1},\dots ,{x}_{0}}, polinomul Newton devine:
{\displaystyle N(x)=[y_{k}]+[{y}_{k},{y}_{k-1}](x-{x}_{k})+\cdots +[{y}_{k},\ldots ,{y}_{0}](x-{x}_{k})(x-{x}_{k-1})\cdots (x-{x}_{1})}
Dacă{\displaystyle {x}_{k},\;{x}_{k-1},\;\dots ,\;{x}_{0}} sunt la fel de distanțate cu x={\displaystyle {x}_{k}+sh} and {\displaystyle {x}_{i}={x}_{k}-(k-i)h} for {\displaystyle i=0,\;1,\;\dots ,\;k}, atunci
{\displaystyle N(x)=[{y}_{k}]+[{y}_{k},{y}_{k-1}]sh+\cdots +[{y}_{k},\ldots ,{y}_{0}]s(s+1)\cdots (s+k-1){h}^{k}=\sum _{i=0}^{k}{(-1)}^{i}{-s \choose i}i!{h}^{i}[{y}_{k},\ldots ,{y}_{k-i}]}
{\displaystyle N(x)=\sum _{i=0}^{k}{(-1)}^{i}{-s \choose i}i!{h}^{i}[{y}_{k},\ldots ,{y}_{k-i}]}
se numește formula diferențelor divizate inversate ale lui Newton".

### Exemplu
Diferențele divizate pot fi scrise în forma unui tabel. De exemplu, pentru o funcție {\displaystyle f} este de a fi interpolate pe puncte {\displaystyle x_{0},\ ldots,x_{n}}. Scriem
{\displaystyle {\begin{matrix}x_{0}&f(x_{0})&&\\&&{f(x_{1})-f(x_{0}) \over x_{1}-x_{0}}&\\x_{1}&f(x_{1})&&{{f(x_{2})-f(x_{1}) \over x_{2}-x_{1}}-{f(x_{1})-f(x_{0}) \over x_{1}-x_{0}} \over x_{2}-x_{0}}\\&&{f(x_{2})-f(x_{1}) \over x_{2}-x_{1}}&\\x_{2}&f(x_{2})&&\vdots \\&&\vdots &\\\vdots &&&\vdots \\&&\vdots &\\x_{n}&f(x_{n})&&\\\end{matrix}}}
Atunci polinomul de interpolare este format ca mai sus folosind mențiunile cel mai de sus din fiecare coloană ca coeficienți.
De exemplu, să presupunem că trebuie să construim polinomul de interpolare pentru {\displaystyle f(x)=\tan {x}} folosind diferențele divizate, la punctele 
| {\displaystyle x_{0}=-1.5}        | {\displaystyle x_{1}=-0.75}        | {\displaystyle x_{2}=0}    | {\displaystyle x_{3}=0.75}        | {\displaystyle x_{4}=1.5}        |
| {\displaystyle f(x_{0})=-14.1014} | {\displaystyle f(x_{1})=-0.931596} | {\displaystyle f(x_{2})=0} | {\displaystyle f(x_{3})=0.931596} | {\displaystyle f(x_{4})=14.1014} |

Pentru utilizarea unei precizii de 6 zecimale, vom construi tabelul
{\displaystyle {\begin{matrix}-1.5&-14.1014&&&&\\&&17.5597&&&\\-0.75&-0.931596&&-10.8784&&\\&&1.24213&&4.83484&\\0&0&&0&&0\\&&1.24213&&4.83484&\\0.75&0.931596&&10.8784&&\\&&17.5597&&&\\1.5&14.1014&&&&\\\end{matrix}}}
Astfel, polinomul de interpolare este:{\displaystyle \ -14.1014+17.5597(x+1.5)-10.8784(x+1.5)(x+0.75)}
{\displaystyle \ +4.83484(x+1.5)(x+0.75)(x)+0(x+1.5)(x+0.75)(x)(x-0.75)}
{\displaystyle \ =-0.00005-1.4775x-0.00001x^{2}+4.83484x^{3}}
Având în vedere o acuratețe mai mare în tabel, coeficienții primul și al treilea vor fi egali cu zero.